# La Ligue (journal)
Pour les articles homonymes, voir Ligue.
La Ligue est un journal français fondé en 1884 et publié jusqu'en 1886.

## Histoire

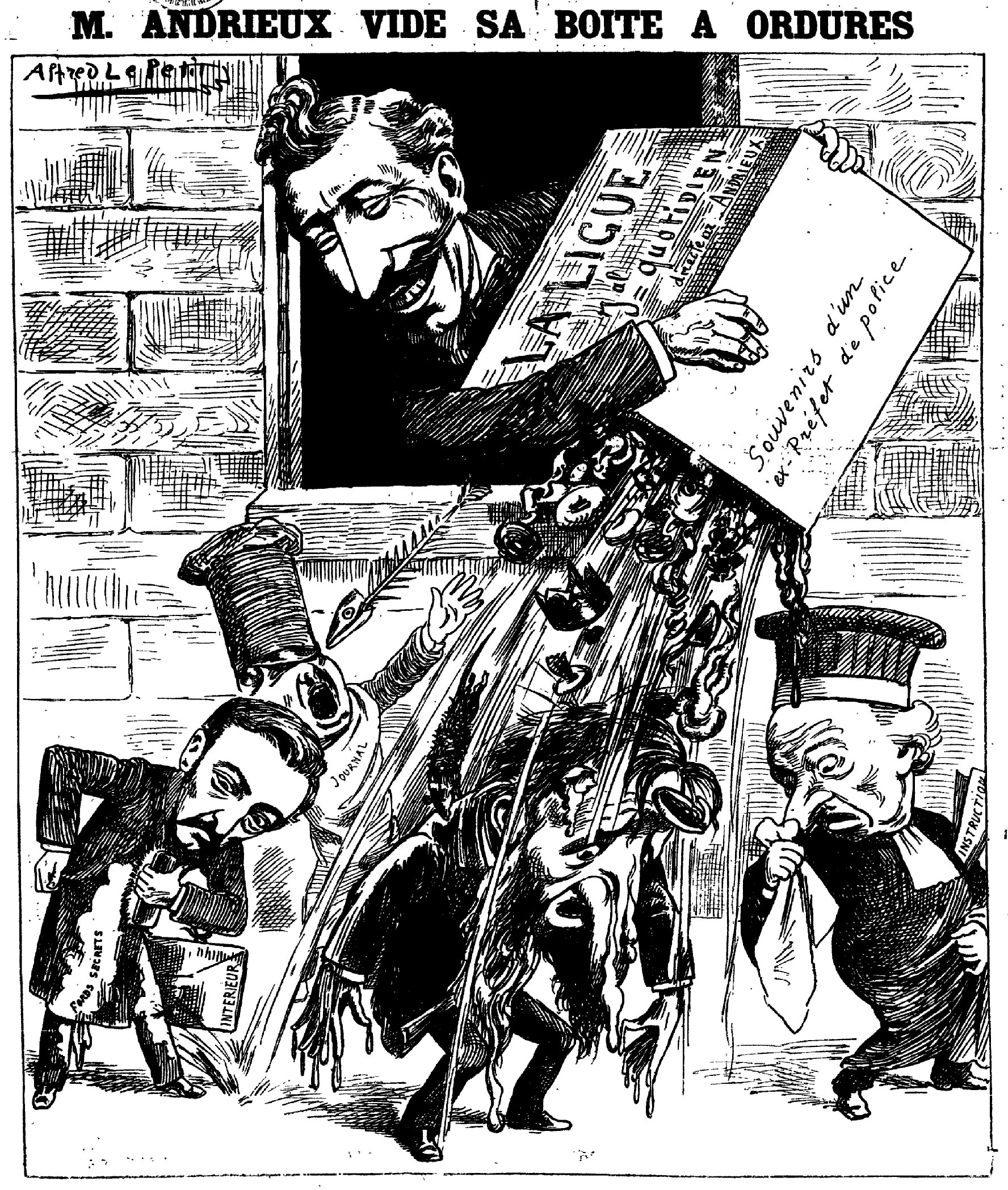
Caricature par Alfred Le Petit à propos de la publication des Souvenirs d'Andrieux dans La Ligue (Le Grelot, 29 mars 1885).

Député du Rhône, dissident du groupe parlementaire républicain de l'Union démocratique et ex-préfet de police de Paris, Louis Andrieux, qui avait déjà fondé Le Petit Parisien en 1876 et dirigé Le Jour en 1883, lance un nouveau journal à la fin de l'année 1884.
Créé en vue des élections législatives de 1885, ce quotidien du matin s'inscrit dans l'opposition au gouvernement Ferry et porte les idées révisionnistes de son directeur : celui-ci voudrait en effet une nouvelle révision des lois constitutionnelles de 1875 afin de renforcer le pouvoir exécutif face au régime parlementaire. Le titre choisi par Andrieux affirme la vocation politique du journal : « La Ligue ne doit pas être seulement un journal ; - prête à l'action plus encore qu'à la polémique, elle entend justifier son titre : c'est bien une ligue que nous prétendons créer ».
Le programme ainsi tracé dans le premier numéro de La Ligue, daté du 6 décembre, est salué par le bonapartiste Lucien Millevoye, qui ose imaginer une alliance entre les opposants de droite et de gauche au régime opportuniste, préfigurant ainsi le boulangisme qui apparaîtra près de trois ans plus tard.
Débutée le 10 janvier 1885 dans les colonnes de La Ligue, la publication des Souvenirs d'un préfet de police d'Andrieux rencontre un certain succès.
En novembre 1885, Andrieux cède la direction de La Ligue, qui cesse d'être quotidienne en fusionnant avec Le Constitutionnel de Léonce Détroyat. Une édition hebdomadaire continue cependant à paraître jusqu'en mars 1886.

## Collaborateurs
- Louis Andrieux (directeur politique)[6]
- Frédéric Baille (rédacteur en chef)[7]
- Jacques Bertaut[6]
- Paul Demeny (critique dramatique)[7]
- Albéric Numa[6]
- Jean Passerat[8]
- P. Villain[6]